# Тищенко, Виктор Григорьевич
Виктор Григорьевич Тищенко (22 февраля 1949) — советский футболист, выступавший на позиции защитника и полузащитника, советский и российский футбольный тренер. Возглавлял тольяттинскую «Ладу» в высшем дивизионе.

## Биография
В качестве футболиста провёл 7 матчей в первой лиге за «Кубань», а также около десяти лет выступал за клубы второй лиги, самым известным из которых была волгоградская «Сталь» (ныне — «Ротор»).
После окончания игровой карьеры начал работать тренером в клубах, представлявших республики Средней Азии. В 1989 году впервые занял пост главного тренера в клубе «Зарафшан», затем работал с командой «Актюбинец» и клубами, представлявшими Краснодарский край — «Торпедо» (Армавир) и «Колос» (Краснодар).
В 1994 году вошёл в тренерский штаб тольяттинской «Лады» и в июле того же года возглавил команду, под его руководством «Лада» сыграла 15 матчей в высшей лиге, где заняла последнее место. В следующем сезоне Тищенко работал в тренерском штабе команды помощником Виктора Антиховича, которому удалось вернуть команду в высшую лигу. В 1996 году снова занял пост главного тренера «Лады», но не смог удержать команду в высшей лиге и в мае 1997 года подал в отставку.
В декабре 1998 года в течение нескольких дней исполнял обязанности главного тренера «Кубани». В середине 2000-х годов возглавлял новороссийский «Черноморец» и клуб «Сочи-04». В дальнейшем работал на административных должностях в московском «Локомотиве» и киевском «Динамо» при Юрии Сёмине. С 2016 года снова работает в «Локомотиве».